# تیلوتاما
تیلوتاما (سانسکریت: तिलोत्तमा، آوانگاری: Tilottamā) یکی از خرافات مردمان قدیم است. از نظر آنها یک آپسرا (نیمف آسمانی) در اساطیر هندوئیسم است. واژه «تیلا» در زبان سانسکریت به معنی بذر کنجد یا کمی از چیزی است و «اوتاما» به معنی بهتر و بالاتر است. تیلوتاما به معنای موجودی است که کوچک‌ترین ذره آن، بهترین است یا یکی از بهترین و بالاترین کیفیت‌هاست. 
در مهاباراتا، تیلوتاما ساخته دست معمار الهی ویشواکارما و با استفاده از بهترین و باکیفیت‌ترین چیزها به درخواست برهما توصیف شده‌است. او مسئول تخریب متقابل اسوراها (شیاطین)، سوندا و اوپاسوندا است. حتی خدایانی مانند شیوا و ایندرا نیز مفتون و دلباخته او تصویر شده‌اند.